# Pimpla turionellae

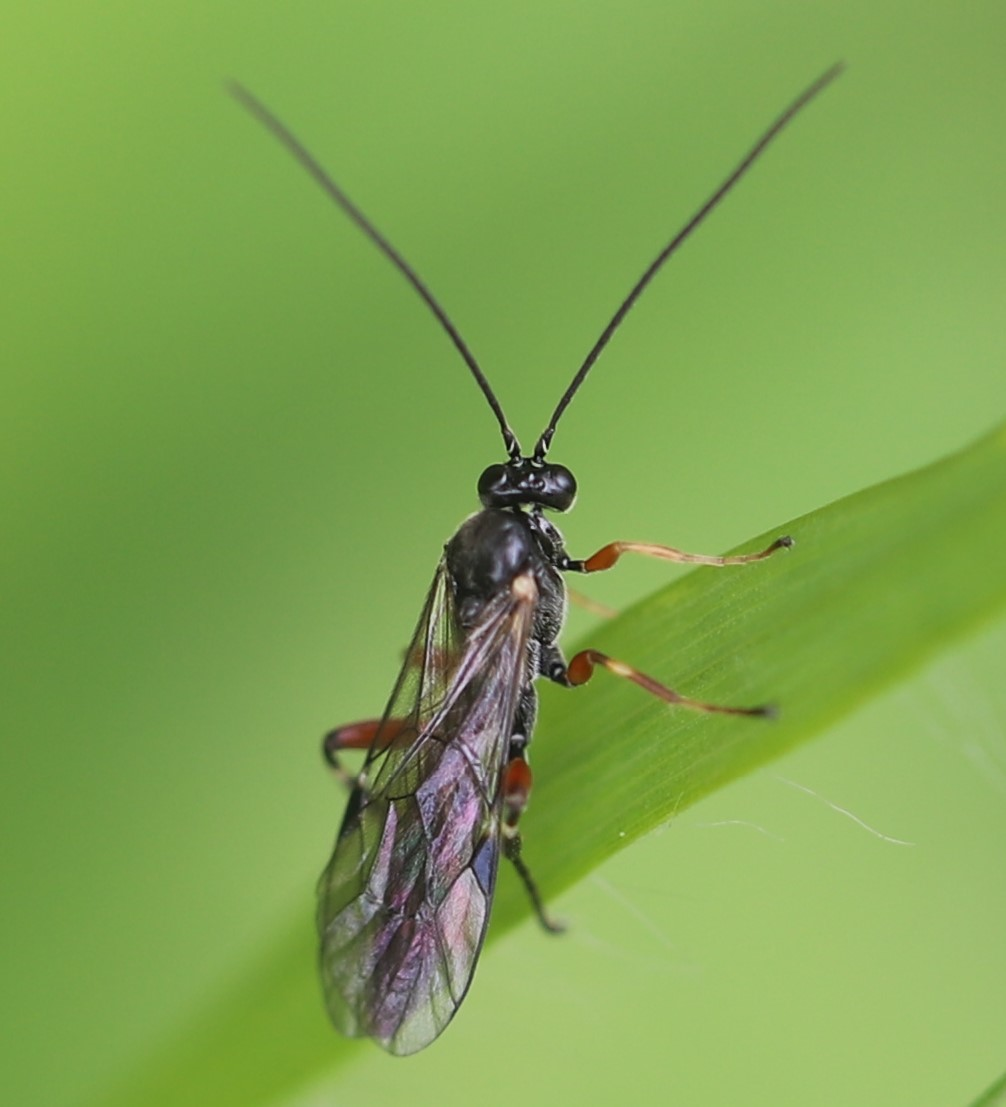
Männchen

Pimpla turionellae ist eine Schlupfwespe aus der Unterfamilie der Pimplinae.

## Merkmale
Die mittelgroßen Schlupfwespen erreichen eine Größe von etwa 12 mm.
Fühler, Kopf, Thorax, Propodeum und Gaster sind schwarz gefärbt. Das Pronotum weist an den hinteren Ecken jeweils einen gelben Strich auf. Die Beine sind mit Ausnahme der hinteren Tarsen überwiegend rot gefärbt. Die hinteren Tarsen sind schwarz gefärbt und weisen einen hellen Ring nahe der Basis auf. Die hinteren Coxae sind bei den Weibchen schwarz. Der gerade nach hinten gerichtete relativ kräftige Ovipositor ist ungefähr so lang wie die hinteren Tibien. Das schwarze Gesichtsfeld ist mit hellen Härchen bedeckt. Die Vorderflügel weisen ein dunkles Pterostigma auf, das an der Basis einen hellen Fleck hat.

## Verbreitung
Pimpla turionellae ist in der westlichen Paläarktis weit verbreitet. Die Art kommt fast überall in Europa vor. Ihr Vorkommen reicht von Island und Fennoskandinavien im Norden bis in den Mittelmeerraum und nach Nordafrika. Auf den Kanarischen Inseln ist die Art ebenfalls vertreten. In Nordamerika wurde die Schlupfwespenart eingeführt, hat sich aber vermutlich nicht etablieren können.

## Lebensweise
Die Imagines der bivoltinen Art beobachtet man von Mai bis Oktober. Die Art überwintert möglicherweise zum Teil als Imago. Die Schlupfwespen sind idiobionte Endoparasitoide zahlreicher Schmetterlingsarten, insbesondere von Arten, die sich innerhalb eines Kokons oder geschützt unter der Rinde von Bäumen verpuppen. Die weibliche Schlupfwespe platziert mit Hilfe ihres Legestachels ein Ei in die Wirtspuppe.

### Wirtsarten
Im Folgenden eine Liste von Wirtsarten von Pimpla turionellae:
- aus der Familie der Echten Sackträger (Psychidae):
  - Röhren-Sackträger (Taleporia tubulosa)
  - Luffia ferchaultella
  - Kleiner Rauch-Sackträger (Psyche casta)
- aus der Familie der Gespinst- und Knospenmotten (Yponomeutidae):
  - Traubenkirschen-Gespinstmotte (Yponomeuta evonymella)
  - Pfaffenhütchen-Gespinstmotte (Yponomeuta cagnagella)
- aus der Familie der Ypsolophidae:
  - Ypsolopha vittella
- aus der Unterfamilie der Flachleibmotten (Depressariinae):
  - Depressaria radiella
- aus der Familie der Prachtfalter (Cosmopterigidae):
  - Limnaecia phragmitella
- aus der Familie der Wickler (Tortricidae):
  - Apfelwickler (Cydia pomonella)
  - Kieferntriebwickler (Rhyacionia buoliana)
  - Grauer Lärchenwickler (Zeiraphera griseana)
  - Piniphila bifasciana
  - Eichenwickler (Tortrix viridana)
- aus der Familie der Zünsler (Pyralidae):
  - Acrobasis consociella
  - Pempelia genistella
  - Ortholepis betulae
- aus der Familie der Weißlinge (Pieridae):
  - Kleiner Kohlweißling (Pieris rapae)
- aus der Familie der Bläulinge (Lycaenidae):
  - Ulmen-Zipfelfalter (Satyrium w-album)
- aus der Familie der Spanner (Geometridae):
  - Stachelbeerspanner (Abraxas grossulariata)
  - Bartflechten-Rindenspanner (Alcis jubata)
- aus der Unterfamilie der Trägspinner (Lymantrinae):
  - Schlehen-Bürstenspinner (Orgyia antiqua)
  - Schwan (Sphrageidus similis)